# Катерина Нотопулу
Катерина Нотопулу (на гръцки: Κατερίνα Νοτοπούλου) е гръцки политик от партията СИРИЗА.

## Биография
Катерина Нотопулу е родена на 30 юли 1988 година. Завършва Седемнадесета гимназия в Солун и учи психология в Солунския университет, след което получава магистърска степен от Университета на Македония по европейска младежка политика.
Катерина Нотопулу става членка на СИРИЗА в 2010 година и в същата година е кандидат на партията на общинските избори. Става членка на Централния комитет на партията. Членка е на солунската фракция на партията Солун Отворен град. През май 2014 година е говорител на партията в предизборната кампания. Кандидатка е за депутат от 1-ви Солунски район на изборите през януари 2015 година, но не печели мандат.
От ноември 2016 година е ръководител на кабинета на генералния секратариат на министър-председателя в Солун. На 29 август 2018 година става заместник-министър, отговарящ за Македония и Тракия в правителството на Алексис Ципрас, най-младият член на правителството. В края на ноември Политическият съвет на СИРИЗА одобрява номинацията на Нотопулу за кмет на Солун на общинските избори на 26 май 2019 година и тя напуска поста заместник-министър на 15 февруари 2019 година.